# Campeonato Goiano do Interior de Futebol
O Campeonato Goiano do Interior de Futebol foi uma competição de futebol realizada nos anos de 1947 e 1956 à 1964, com exceção de 1958. Teve como primeiro campeão o União Operária.
O maior campeão da competição é o Ceres, com dois títulos. Após o Ceres, os maiores campeões são o América, o Botafogo, o Inhumas, o Independente, o São Luís e o Anápolis com um título cada.

## História
Do fim da década de 1940 até o início da década de 1960 era realizado o Campeonato Goiano do Interior, visto que o Campeonato Goiano da época abrigava em sua grande maioria equipes da capital – até por causa da dificuldade de locomoção das equipes; apenas alguns times do interior eram exceções.

## Títulos Conquistados por Clube e Por Cidade
| Equipe               | Cidade                   | Títulos | Último título |
| -------------------- | ------------------------ | ------- | ------------- |
| Ceres                | Ceres (Goiás)            | 02      | 1964          |
| Anápolis             | Anápolis                 | 02      | 2025          |
| América de Morrinhos | Morrinhos (Goiás)        | 01      | 1957          |
| Anapolina            | Anápolis                 | 01      | 2011          |
| Botafogo             | Buriti Alegre            | 01      | 1961          |
| Independente         | Goiás (município)        | 01      | 1963          |
| Inhumas              | Inhumas                  | 01      | 1960          |
| Itumbiara            | Itumbiara                | 01      | 2007          |
| Santa Helena         | Santa Helena de Goiás    | 01      | 1987          |
| São Luís             | São Luís de Montes Belos | 01      | 1962          |

| Cidade                   | Títulos (clubes) |
| ------------------------ | ---------------- |
| Anápolis                 | 03               |
| Ceres                    | 02               |
| Buriti Alegre            | 01               |
| Goiás (município)        | 01               |
| Inhumas                  | 01               |
| Itumbiara                | 01               |
| Morrinhos                | 01               |
| Santa Helena de Goiás    | 01               |
| São Luís de Montes Belos | 01               |